# Basièja
Basièja (francès Baziège) és un municipi occità del Lauraguès, al Llenguadoc, en el departament de l'Alta Garona, a la regió d'Occitània.